# Kollegiengebäude II (Schwerin)
Das ehemalige Kollegiengebäude II in Schwerin, Stadtteile Altstadt, Schloßstraße 6/8, ist ein Baudenkmal in Schwerin. Seit 1990 ist hier der Sitz von Ministerien des Landes Mecklenburg-Vorpommern.

## Geschichte
Auf dem Gelände der Kollegiengebäude stand ab etwa 1236 ein Franziskanerkloster, das 1557 weitgehend abgetragen wurde. Noch erhaltene Gebäude wurden als Wirtschaftsgebäude des Herzogtums genutzt und beim Bau des Kollegiengebäudes I abgerissen.
Das drei- bis viergeschossige 14-achsige verputzte spätklassizistische Haus um einen rechteckigen Innenhof mit einem Mezzaningeschoss, vier Giebelrisaliten und dem Portikus wurde 1890/92 als Regierungsgebäude II nach Plänen von Georg Daniel errichtet. Es ist durch einen Gang (ironisch Beamtenlaufbahn genannt) über einen Tor- bzw. Triumphbogen mit dem Kollegiengebäude I, der heutigen Staatskanzlei, verbunden. Die Architektur orientierte sich an dem von Georg Adolph Demmler gestalteten Kollegiengebäude I.
Das Verwaltungsgebäude diente den Ministerien des Großherzogtums Mecklenburg-Schwerin und des Freistaats Mecklenburg-Schwerin (bis 1934). Es war von 1934 bis 1945 Sitz der Verwaltung des Reichsstatthalters und Gauleiters und bis 1990 der Sitz des Rates des Bezirks Schwerin und der Arbeiter-und-Bauern-Inspektion (DDR).
Seit 1990 sind hier verschiedene Ministerien untergebracht: Umwelt (1990–1994, 1998–2006); Bau, Landesentwicklung und Umwelt (1994–1998); Verkehr, Bau und Landesentwicklung (2008–2011); Energie, Infrastruktur und Landesentwicklung, Energie, Infrastruktur und Digitalisierung (2011–2021) sowie Wissenschaft, Kultur, Bundes- und Europaangelegenheiten (seit 2021).
Seit 2012 hat auch der Bürgerbeauftragte des Landes Mecklenburg-Vorpommern seinen Sitz in dem Gebäude.
Das Bauwerk ist seit 2024 als Teil des Residenzensembles Schwerin UNESCO-Welterbe.